# HMS Stonecrop (K142)
HMS Stonecrop (K142) je bila korveta razreda flower Kraljeve vojne mornarice, ki je bila operativna med drugo svetovno vojno.

## Zgodovina
Ladja je 2. aprila 1943 sodelovala pri potopitvi nemške podmornice U-660 in 30. avgusta istega leta pri potopitvi podmornice U-634. 17. maja 1947 je bila ladja prodana, nakar so jo leta 1949 ponovno prodali, jo preuredili v trgovsko ladjo Silver King. Leta 1950 so ladjo ponovno prodali in jo tokrat preimenovali v Martha Vinke.